# 1996 en sociologie
| Années de la sociologie : 1993 - 1994 - 1995 - 1996 - 1997 - 1998 - 1999    |
| Décennies de la sociologie : 1960 - 1970 - 1980 - 1990 - 2000 - 2010 - 2020 |

Cet article présente les événements de l'année 1996 dans le domaine de la sociologie.

## Publications

### Livres
- Tim Dant, Fetishism and the social value of objects
- Stuart Hall and Paul Du Gay, Questions of cultural identity
- Stevi Jackson and Sue Scott, Feminism and Sexuality
- Richard Jenkins' Social Identity
- David Lee, and Bryan Turner, Conflicts about Class: Debating Inequality in Late Industrialism
- Serge Latouche, The Westernisation of the World
- Andrew W. Metcalfe, and Ann Game, Passionate Sociology
- Michel Maffesoli, The Time of Tribes - the Decline of Individualism in Mass Society
- Anna Pollert, The Poverty of Patriarchy
- Alejandro Portes' and Rubén Rumbaut, Immigrant America: A Portrait
- Cyril Smith, Marx at the millenium
- John Solomos' and Les Back, Racism and Society
- Bryan Turner, The Body and Society
- Hank Johnston, Mobilization: The International Quarterly Review of Social Movement

Research
- Pierre Bourdieu, Sur la télévision (suivi de L’emprise du journalisme).

## Décès
- Vytautas Kavolis (né en 1930), sociologue, critique littéraire et historien de la culture lituanien, émigré aux États-Unis.